# Han Ji-hye
Han Ji hye  (tiếng Hàn:한지혜, sinh ngày 29 tháng 6 năm 1984) là một nữ diễn viên và người mẫu Hàn Quốc. Cô được khán giả Việt Nam biết đến trong nhiều bộ phim như Cô dâu nhỏ xinh, Hương mùa hè, Phía đông vườn địa đàng, Đáng yêu hay không, Nữ hoàng tháng năm, Hôn nhân vàng, Tình em rực nắng, Người vợ dũng cảm, Marry me now,...

## Phim tham gia

### Phim truyền hình
- Golden Garden
- Marry me now
- The Legendary Witch (2015)
- Beyonds The Cloud (2014)
- I Summon You, Gold (2013)
- May Queen (2012)
- KBS Drama special: Pianist (2010)
- Heaven Show - Thiên đường thêu (2010)
- East of Eden (Phía Đông vườn địa đàng (phim truyền hình),MBC 2008)
- Likeable or not (2008)
- Stairway of clouds (2006)
- The secret lovers (2005)
- Sweet 18 (2004)
- Summer Scent (2003)
- Island Village Teacher (2003)
- The Full Sun (2014)

### Phim điện ảnh
- Blades of Blood (2010) [1]
- Humming (2008)
- My boyfriend is type B (2005)
- Single (2003)
- Saving my hubby (2002)